# Olympische Winterspelen 2002
De XIXe Olympische Winterspelen werden in 2002 gehouden in Salt Lake City (Verenigde Staten). Ook de steden Quebec (Canada), Sion (Zwitserland) en Östersund (Zweden) hadden zich kandidaat gesteld om deze spelen te organiseren.
Salt Lake City had zich al eerder kandidaat gesteld om onder andere de spelen van 1998 te organiseren, toen de Winterspelen van 1998 uiteindelijk met een klein verschil (46-42) werden toegewezen aan Nagano (Japan) werd besloten om de volgende keer alles uit de kast te halen. In de aanloop naar verkiezing van de organisator voor de spelen van 2002 door het IOC in 1995 werden de IOC-leden door Salt Lake City getrakteerd op onder andere geheel verzorgde ski-trips, beurzen en banen voor familieleden van de IOC-leden en plastische chirurgie. De opzet werkte en de spelen werden inderdaad aan Salt Lake City toegewezen. Op 10 december 1998 kwam het schandaal aan het licht toen IOC-lid Marc Holder bekendmaakte dat een aantal IOC-leden waren omgekocht. Dit schandaal leidde uiteindelijk tot het aftreden van een aantal IOC-leden en een aanscherping van de regels omtrent het aanwijzen van de organisator van de daaropvolgende spelen.

## Hoogtepunten
- Skeleton maakte voor het eerst sinds de Spelen van 1948 weer deel uit van het programma.
- Voor het eerste stond er ook voor de vrouwen een bobslee-onderdeel op het programma.
- De Utah Olympic Oval is gelegen op een hoogte van 1425 meter en daarmee de hoogst gelegen overdekte schaatsbaan.
- De Australische shorttrackschaatser Steven Bradbury was vooraf niet getipt als kanshebber. In de halve finale op de 1000 m lag hij ver achter zijn concurrenten, twee deelnemers kwamen echter ten val en een derde werd gediskwalificeerd en zo wist Bradbury toch de finale te bereiken. Wederom leek hij geen rol van betekenis te kunnen spelen. Zijn tegenstanders gingen met zijn vieren de laatste bocht in en Bradbury lag bijna een halve baan achter. Een massale valpartij schonk hem echter alsnog de overwinning en daarmee de eerste gouden medaille voor Australië tijdens de Winterspelen.
- Ook China won voor het eerst gouden medailles op de Winterspelen, alle twee bij het shorttrack.
- Ole Einar Bjørndalen (Noorwegen) wist alle vier de onderdelen bij de biatlon te winnen.
- De Rus Aleksej Jagoedin wint goud bij het kunstrijden; alle juryleden vonden hem op alle onderdelen de beste. Hij kreeg van vier van hen de perfecte 6,0 voor artistieke waarde. In de geschiedenis van de Olympische Spelen was het voordien nooit gebeurd dat een man meer dan één 6,0 kreeg.

## Belgische prestaties
Zes Belgen namen deel aan de Spelen; 4 shorttrackers, kunstrijder Kevin Van der Perren en schaatser Bart Veldkamp. Ze wisten geen medailles te winnen.

## Nederlandse prestaties
- Tijdens de openingsceremonie werd het Nederlandse team (veertien mannen en dertien vrouwen) voorafgegaan door Nicolien Sauerbreij (snowboarden) die de vlag droeg.
- Gerard van Velde weet de 1000 meter te winnen door het schaatsen van een nieuw wereldrecord (1:07.18). Hij was bij de twee voorgaande Spelen net buiten de prijzen gevallen (tweemaal vierde).
- Jochem Uytdehaage schaatst drie wereldrecords. Op de 1500 meter is een paar ritten later Derek Parra nog sneller en wint Uytdehaage zilver. Op de vijf en tien kilometer blijken zijn tijden wel goed genoeg voor de titel. Vooral zijn tijd op de tien kilometer van 12:58.92 waarmee hij als eerste schaatser onder de dertien minuten duikt maakt indruk.
- Marathonschaatsster Gretha Smit legt beslag op de zilveren medaille op de 5000 meter achter Claudia Pechstein.

### Nederlandse medailles
| Medaille   | Winnaar           | Onderdeel            |
| ---------- | ----------------- | -------------------- |
| Goud (3)   | Gerard van Velde  | schaatsen, 1000 m.   |
| Goud (3)   | Jochem Uytdehaage | schaatsen, 5000 m.   |
| Goud (3)   | Jochem Uytdehaage | schaatsen, 10.000 m. |
| Zilver (5) | Jan Bos           | schaatsen, 1000 m.   |
| Zilver (5) | Jochem Uytdehaage | schaatsen, 1500 m.   |
| Zilver (5) | Renate Groenewold | schaatsen, 3000 m.   |
| Zilver (5) | Gretha Smit       | schaatsen, 5000 m.   |
| Zilver (5) | Gianni Romme      | schaatsen, 10.000 m. |

## Disciplines
Tijdens de Olympische Winterspelen van 2002 werd er gesport in zeven takken van sport. In vijftien disciplines stonden 78 onderdelen op het programma.
| Olympische sport | Discipline         | Onderdelen                          | Onderdelen                                        | Onderdelen                                        | Onderdelen                                        | Onderdelen                                        | Onderdelen                                        |
| ---------------- | ------------------ | ----------------------------------- | ------------------------------------------------- | ------------------------------------------------- | ------------------------------------------------- | ------------------------------------------------- | ------------------------------------------------- |
| Biatlon          | Biatlon            | 10 km (m) 7,5 km (v)                | 12,5 km (m) 10 km (v)                             | 20 km (m) 15 km (v)                               | 4x 7,5 km (m) 4x 7,5 km (v)                       | 4x 7,5 km (m) 4x 7,5 km (v)                       | 4x 7,5 km (m) 4x 7,5 km (v)                       |
| Bobsleesport     | Bobsleeën          | 2-mansbob (m)                       | 4-mansbob (m)                                     | 2-mansbob (v)                                     | 2-mansbob (v)                                     | 2-mansbob (v)                                     | 2-mansbob (v)                                     |
| Bobsleesport     | Skeleton           | 1-persoons (m)                      | 1-persoons (v)                                    | 1-persoons (v)                                    | 1-persoons (v)                                    | 1-persoons (v)                                    | 1-persoons (v)                                    |
| Curling          | Curling            | mannen                              | vrouwen                                           | vrouwen                                           | vrouwen                                           | vrouwen                                           | vrouwen                                           |
| Rodelen          | Rodelen            | 1-persoons (m)                      | 1-persoons (v)                                    | dubbel (open)                                     | dubbel (open)                                     | dubbel (open)                                     | dubbel (open)                                     |
| Schaatssport     | Kunstrijden        | mannen                              | vrouwen                                           | paren                                             | ijsdansen                                         | ijsdansen                                         | ijsdansen                                         |
| Schaatssport     | Schaatsen          | 500 m (m) 500 m (v)                 | 1000 m (m) 1000 m (v)                             | 1500 m (m) 1500 m (v)                             | 5000 m (m) 3000 m (v)                             | 10.000 m (m) 5000 m (v)                           | 10.000 m (m) 5000 m (v)                           |
| Schaatssport     | Shorttrack         | 500 m (m) 500 m (v)                 | 1000 m (m) 1000 m (v)                             | 1500 m (m) 1500 m (v)                             | 5000 m aflossing (m) 3000 m aflossing (v)         | 5000 m aflossing (m) 3000 m aflossing (v)         | 5000 m aflossing (m) 3000 m aflossing (v)         |
| Skisport         | Alpineskiën        | afdaling (m) afdaling (v)           | slalom (m) slalom (v)                             | reuzenslalom (m) reuzenslalom (v)                 | super-g (m) super-g (v)                           | combinatie (m) combinatie (v)                     | combinatie (m) combinatie (v)                     |
| Skisport         | Freestyleskiën     | aerials (m) aerials (v)             | moguls (m) moguls (v)                             | moguls (m) moguls (v)                             | moguls (m) moguls (v)                             | moguls (m) moguls (v)                             |                                                   |
| Skisport         | Langlaufen         | 1,5 km sprint (m) 1,5 km sprint (v) | 15 km (m) 10 km (v)                               | 20 km av (m) 10 km av (v)                         | 30 km (m) 15 km (v)                               | 50 km (m) 30 km (v)                               | 4x10 km (m) 4x5 km (v)                            |
| Skisport         | Noordse combinatie | sprint (m)                          | individueel (m)                                   | team (m)                                          | team (m)                                          | team (m)                                          | team (m)                                          |
| Skisport         | Schansspringen     | normale schans (m)                  | grote schans (m)                                  | team grote schans (m)                             | team grote schans (m)                             | team grote schans (m)                             | team grote schans (m)                             |
| Skisport         | Snowboarden        | halfpipe (m) halfpipe (v)           | parallelreuzenslalom (m) parallelreuzenslalom (v) | parallelreuzenslalom (m) parallelreuzenslalom (v) | parallelreuzenslalom (m) parallelreuzenslalom (v) | parallelreuzenslalom (m) parallelreuzenslalom (v) | parallelreuzenslalom (m) parallelreuzenslalom (v) |
| IJshockey        | IJshockey          | mannen                              | vrouwen                                           | vrouwen                                           | vrouwen                                           | vrouwen                                           | vrouwen                                           |

### Mutaties
| Sport              | Nieuw                 | Verdwenen (t.o.v. 1998) | Wijzigingen/Opmerkingen                           |
| ------------------ | --------------------- | ----------------------- | ------------------------------------------------- |
| Biatlon            | 12,5 km (m) 10 km (v) |                         | Nu 8 onderdelen                                   |
| Bobsleeën          | 2-mansbob (v)         |                         | Nu 3 onderdelen                                   |
| Langlaufen         | 1,5 km (m) 1,5 km (v) |                         | Nu 12 onderdelen                                  |
| Noordse combinatie | sprint (m)            |                         | Nu 3 onderdelen                                   |
| Shorttrack         | 1500 m (m) 1500 m (v) |                         | Nu 8 onderdelen                                   |
| Skeleton           | mannen vrouwen        |                         | Nieuw, terugkeer                                  |
| Snowboarden        |                       |                         | Reuzenslalom wordt Parallel Reuzenslalom (m en v) |
|                    | 8                     | 0                       | 2                                                 |

## Schandalen

### Dopinggevallen
Voor het eerst in de geschiedenis is het product darbepoëtin, bekend als NESP of Aranesp, gevonden bij een dopingcontrole. De langlaufers Johann Mühlegg (Spanje), Larisa Lazoetina (Rusland) en Olga Danilova (Rusland) werden betrapt met een te hoog hemoglobinegehalte. Hun gouden medailles voor de betreffende wedstrijden werden hen afgenomen en aan de nummers twee gegeven.

### Corruptie
Het kunstrijden kende een curieus conflict tussen de Canadese en Russische deelnemende paren. De jury had het Russische paar tot winnaars uitgeroepen, maar na protesten van de Canadezen en aanhoudende druk van de publieke opinie werd de jurering doorgelicht. Het Franse jurylid bekende niet objectief te hebben gehandeld, waarna ook het Canadese paar door het IOC een gouden medaille werd toegekend.

## Medaillespiegel
Er werden 234 medailles uitgereikt. Het IOC stelt officieel geen medailleklassement op, maar geeft desondanks een medailletabel ter informatie. In het klassement wordt eerst gekeken naar het aantal gouden medailles, vervolgens de zilveren medailles en tot slot de bronzen medailles.
In de volgende tabel staat de top-10. Het gastland heeft een blauwe achtergrond en het grootste aantal medailles in elke categorie is vetgedrukt.
Zie de medaillespiegel van de Olympische Winterspelen 2002 voor de volledige weergave.
| Plaats | Land             | NOC | Goud | Zilver | Brons | Totaal |
| ------ | ---------------- | --- | ---- | ------ | ----- | ------ |
| 1      | Noorwegen        | NOR | 13   | 5      | 7     | 25     |
| 2      | Duitsland        | GER | 12   | 16     | 8     | 36     |
| 3      | Verenigde Staten | USA | 10   | 13     | 11    | 34     |
| 4      | Canada           | CAN | 7    | 3      | 7     | 17     |
| 5      | Rusland          | RUS | 5    | 4      | 4     | 13     |
| 6      | Frankrijk        | FRA | 4    | 5      | 2     | 11     |
| 7      | Italië           | ITA | 4    | 4      | 5     | 13     |
| 8      | Finland          | FIN | 4    | 2      | 1     | 7      |
| 9      | Nederland        | NED | 3    | 5      | 0     | 8      |
| 10     | Oostenrijk       | AUT | 3    | 4      | 10    | 17     |

## Deelnemende landen

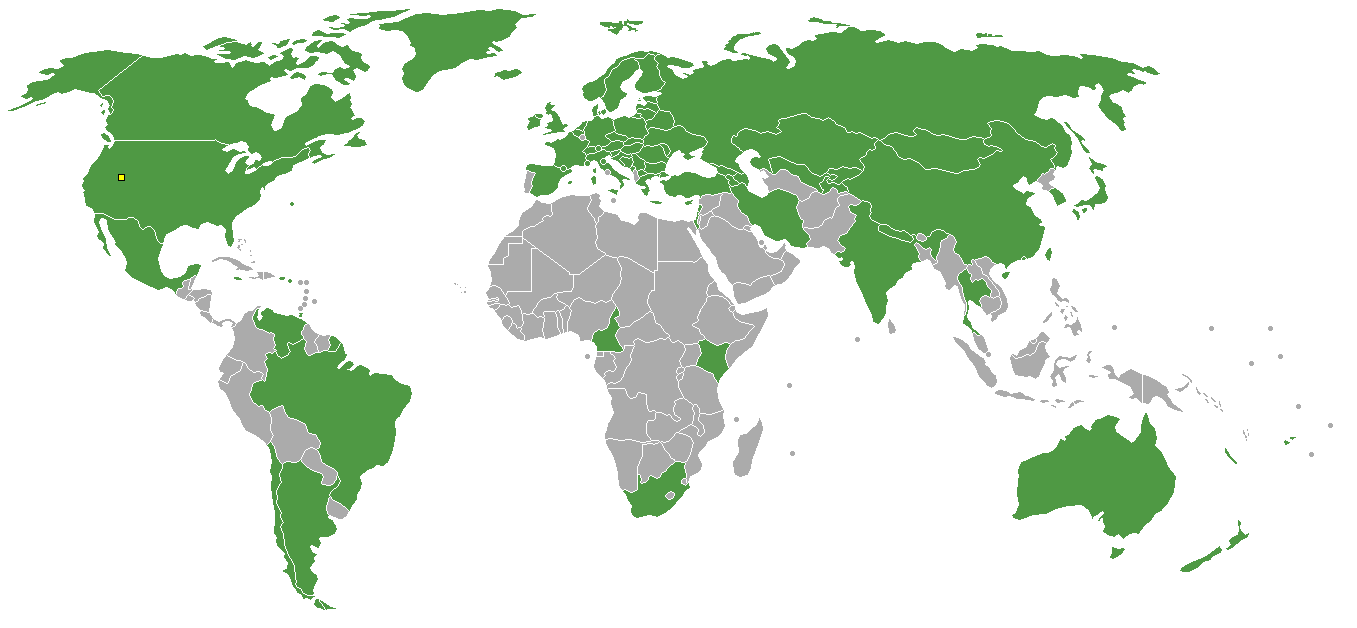

Een recordaantal van 78 landen nam deel aan de Spelen. Dit waren er zes meer dan bij de vorige editie. Hun debuut maakten Hongkong, Kameroen, Nepal, Thailand en Tadzjikistan. Hun rentree maakten Costa Rica, Fiji, Libanon, Mexico en San Marino. Ten opzichte van de vorige editie ontbraken Luxemburg, Noord-Korea, Portugal en Uruguay. Uiteindelijk kwam van 77 landen deelnemers in actie omdat de deelnemers uit Puerto Rico niet mochten meedoen.